# Purple Haze
Purple Haze är en låt skriven 1966, och lanserad 1967 av rocktrion The Jimi Hendrix Experience. B-sidan var "51st Anniversary". Det var Jimi Hendrix andra singel och blev en mycket stor singelframgång i delar av Europa, medan den i USA, där Hendrix album sålde bättre än hans singlar endast blev en mindre listframgång. I Storbritannien gavs singeln ut på skivbolaget Track Records, i USA på Reprise Records och i delar av Europa på bolaget Polydor.
Låten brukar ses som ett typiskt exempel på psykedelisk rock och det är en av Hendrix mest välkända låtar, bland annat spelade han den på sitt uppträdande under Woodstockfestivalen 1969. Det gick rykten om att den svårtolkade texten skulle vara resultatet av LSD-påverkan, men Hendrix själv sade att texten var inspirerad av en dröm han haft där han vandrade på havets botten. Vid ett annat tillfälle sade han att textstrofen whatever it is, that girl put a spell on me (sv: vad det än är har hon förtrollat mig) var en nyckel till låten och att det alltså var ytterligare en låt om kärlek. I låten använder sig Hendrix av en för honom specialdesignad effektpedal kallad Octavia vilket gjorde att tonerna i solot ändrades med en oktav. Magasinet Rolling Stone listade låten som #17 i deras lista The 500 Greatest Songs of All Time. Låten har även tilldelats Grammy Hall of Fame Award.

## Listplaceringar
| Lista (1967)   | Position               |
| -------------- | ---------------------- |
| Danmark        | 17 (DR "Top 20")       |
| Finland        | 22                     |
| Frankrike      | 50 (SNEP)              |
| Irland         | 11                     |
| Kanada         | 57 (RPM)               |
| Nederländerna  | 11                     |
| Norge          | 7 (VG-lista)           |
| Nya Zeeland    | 9 (NZ Listner)         |
| Storbritannien | 3                      |
| Sverige        | 10 (Kvällstoppen)      |
| USA            | 65 (Billboard Hot 100) |
| Vallonien      | 45                     |
| Västtyskland   | 17                     |
| Österrike      | 7                      |